# Чемпіонат світу з хокею із шайбою 2016 (дивізіон II)
Чемпіонат світу з хокею із шайбою 2016 — чемпіонат світу з хокею із шайбою, який пройшов у двох групах. Група А зіграє у Іспанії, а Група В у Мексиці.

## Група А
| Збірна     | Результати 2015 року                |
| ---------- | ----------------------------------- |
| Нідерланди | 6-е місце Дивізіон I В.             |
| Бельгія    | 2-е місце Дивізіон II А.            |
| Сербія     | 3-є місце Дивізіон II А.            |
| Іспанія    | Господарі, 4-е місце Дивізіон II А. |
| Ісландія   | 5-е місце Дивізіон II А.            |
| Китай      | 1-е місце Дивізіон II B.            |

### Таблиця
| М | Збірна     | І | В | ВО | ПО | П | Ш       | О  | 1      | 2      | 3      | 4     | 5     | 6      |
| - | ---------- | - | - | -- | -- | - | ------- | -- | ------ | ------ | ------ | ----- | ----- | ------ |
| 1 | Нідерланди | 5 | 4 | 1  | 0  | 0 | 24 - 6  | 14 | ***    | 3:2 ОТ | 6:2    | 3:2   | 3:0   | 9:0    |
| 2 | Іспанія    | 5 | 3 | 1  | 1  | 0 | 17 - 9  | 12 | 2:3 ОТ | ***    | 4:1    | 4:3 Б | 5:2   | 2:0    |
| 3 | Бельгія    | 5 | 1 | 2  | 0  | 2 | 15 - 18 | 7  | 2:6    | 1:4    | ***    | 4:2   | 5:4 Б | 3:2 ОТ |
| 4 | Сербія     | 5 | 1 | 0  | 1  | 2 | 16 - 14 | 7  | 2:3    | 3:4 Б  | 2:4    | ***   | 6:3   | 3:0    |
| 5 | Ісландія   | 5 | 1 | 0  | 1  | 3 | 16 - 23 | 4  | 0:3    | 2:5    | 4:5 Б  | 3:6   | ***   | 7:4    |
| 6 | Китай      | 5 | 0 | 0  | 1  | 4 | 6 - 24  | 1  | 0:9    | 0:2    | 2:3 ОТ | 0:3   | 4:7   | ***    |

### Нагороди
Найкращі гравці, обрані дирекцією ІІХФ.
- Найкращий воротар:  Андер Алькайне
- Найкращий захисник:  Ерік Тюммерс
- Найкращий нападник:  Бен Ван ден Богерт

IIHF.com [Архівовано 25 квітня 2016 у Wayback Machine.]

## Група В
| Збірна         | Результати 2015 року                |
| -------------- | ----------------------------------- |
| Австралія      | 6-е місце Дивізіон II А.            |
| Нова Зеландія  | 2-е місце Дивізіон II В.            |
| Мексика        | Господарі, 3-є місце Дивізіон II В. |
| Болгарія       | 4-е місце Дивізіон II В.            |
| Ізраїль        | 5-е місце Дивізіон II В.            |
| Північна Корея | 1-е місце Дивізіон III.             |

### Таблиця
| М | Збірна         | І | В | ВО | ПО | П | Ш       | О  | 1      | 2      | 3    | 4    | 5    | 6    |
| - | -------------- | - | - | -- | -- | - | ------- | -- | ------ | ------ | ---- | ---- | ---- | ---- |
| 1 | Австралія      | 5 | 4 | 1  | 0  | 0 | 58 - 10 | 14 | ***    | 5:4 ОТ | 11:3 | 6:2  | 22:1 | 14:0 |
| 2 | Мексика        | 5 | 4 | 0  | 1  | 0 | 30 - 13 | 13 | 4:5 ОТ | ***    | 9:3  | 2:1  | 5:3  | 10:1 |
| 3 | Ізраїль        | 5 | 2 | 0  | 0  | 3 | 22 - 33 | 6  | 3:11   | 3:9    | ***  | 3:6  | 8:4  | 5:3  |
| 4 | Нова Зеландія  | 5 | 2 | 0  | 0  | 3 | 27 - 19 | 6  | 2:6    | 1:2    | 6:3  | ***  | 4:7  | 14:1 |
| 5 | Північна Корея | 5 | 2 | 0  | 0  | 3 | 24 - 42 | 6  | 1:22   | 3:5    | 4:8  | 7:4  | ***  | 3:9  |
| 6 | Болгарія       | 5 | 0 | 0  | 0  | 5 | 8 - 52  | 0  | 0:14   | 1:10   | 3:5  | 1:14 | 9:3  | ***  |

### Нагороди
Найкращі гравці, обрані дирекцією ІІХФ.
- Найкращий воротар:  Ентоні Кімлін
- Найкращий захисник:  Пол Баранцеллі
- Найкращий нападник:  Гектор Маджул

IIHF.com [Архівовано 25 квітня 2016 у Wayback Machine.]